# Morderstwo to nic trudnego
Morderstwo to nic trudnego (ang. Murder is Easy lub Easy to Kill) – powieść kryminalna Agathy Christie wydana w 1939. 

## Opis fabuły
Młody policjant Luke Fitzwilliam kończy służbę i po dłuższym okresie nieobecności wraca do Anglii z zapasem gotówki. Jednak już pierwszego dnia w rodzimym kraju, podczas przejażdżki pociągiem, zostaje przypadkiem uwikłany w tajemniczą sprawę. Spotkana w przedziale starsza kobieta nazwiskiem Lavinia Pinkerton z zapałem opowiada młodemu człowiekowi o serii morderstw w swoim miasteczku, Wychwood-under-Ashe, którymi zamierza zainteresować Scotland Yard. Kobieta twierdzi, że morderca jest osobą wyjątkowo przebiegłą i, co daje mu jeszcze większą bezkarność, cieszy się w miasteczku nieposzlakowaną opinią, która oddala od niego wszelkie podejrzenia. Pannie Pinkerton udaje się go jednak rozszyfrować za pomocą dziwnego błysku w oku, którym, jak twierdzi staruszka, obdarza swoje przyszłe ofiary.
Luke wysłuchuje całej historii dość sceptycznie, przywykły do bujnej wyobraźni starszych angielskich dam z małych miasteczek. Jego podejście zmienia się jednak po przeczytaniu nekrologu nowej znajomej, która w tajemniczych okolicznościach straciła życie pod kołami samochodu niedługo po odbytej między nimi rozmowie. Niedługo potem natrafia również na nekrolog niejakiego doktora Humbleby'ego, który, jak twierdziła pani Pinkerton, miał być następną ofiarą zwyrodnialca.
Bohatera coraz bardziej intryguje ta tajemnicza sprawa i postanawia zbadać ją na miejscu. Szczęśliwie, okazuje się, że jego przyjaciel posiada daleką kuzynkę, Bridget Conway, która po zaręczynach z bogatym przedsiębiorcą  zamieszkała w Wychwood-under-Ashe. Luke'owi za pomocą przyjaciela udaje się zatem uzyskać gościnę u Bridget pod przykrywką pisarza zbierającego materiały do książki o ludowych legendach.
Po przyjeździe na miejsce, Luke zapoznaje się z młodą i czarującą gospodynią oraz jej narzeczonym, Gordonem Whitfieldem - typowym snobem i megalomanem, który uwielbia przechwalać się swoimi zasługami dla okolicy oraz opowiadać, jak dzięki "ciężkiej pracy" udało mu się dojść do tak wysokiego majątku. Para w oczywisty sposób nie pasuje do siebie charakterologicznie, jednak Luke dowiaduje się wcześniej od swojego przyjaciela, że Bridget postanowiła poślubić bogatego, dużo od siebie starszego mężczyznę wyłącznie dla dobrobytu.
Korzystając z życzliwości lorda Whitfielda oraz przede wszystkim Bridget, Luke'owi udaje się w niedługim czasie nawiązać znajomość z większością mieszkańców miasteczka. Zdobywa przy okazji wiedzę na temat czterech innych, popełnionych tu wcześniej morderstw. Okazuje się, że wcześniej życie stracili: Lydia Horton - dość nieprzyjemna starsza kobieta, Amy Gibbs - krnąbrna pokojówka, Tommy Pierce - nieposłuszny młody chłopak oraz Harry Carter - miejscowy alkoholik znęcający się nad rodziną.
Po pewnym czasie bystra Bridget orientuje się w kłamstwie Luke’a i kiedy dziewczyna pyta go, w jakim tak naprawdę celu przyjechał do Wychwood, ten wtajemnicza ją w całą historię. Od tej pory nowa znajoma, z którą zaczyna łączyć go coraz większa zażyłość, zaczyna pomagać mu w dochodzeniu i badaniu okoliczności poszczególnych zbrodni.
Najbardziej pasującymi do opisu panny Pinkerton mieszkańcami okazują się: doktor Thomas – młody i inteligentny lekarz, który objął schedę po Humblebym, major Horton – wdowiec po jednej z ofiar, emerytowany pułkownik o dość staroświeckich poglądach, pan Abbot – sympatyczny miejscowy prawnik oraz pan Ellsworthy – zniewieściały mężczyzna w średnim wieku zajmujący się czarną magią. Luke i Bridget ustalają, że każdy z nich miał sposobność i motyw do popełnienia jednej lub nawet dwóch zbrodni, ale żadnego nie można połączyć z całą szóstką zamordowanych. Jedyna nadzieja tkwi, jak się zdaje w miłej miejscowej staruszce, Honorii Waynflete, która zdaje się ukrywać ważne fakty dotyczące serii zabójstw. Mimo wielokrotnie podejmowanych przez młodych prób, kobieta nie wyjawia jednak posiadanej wiedzy z obawy przed oskarżeniem niewinnego człowieka.
Wkrótce dochodzi do kolejnej zbrodni. Szofer lorda Whitfielda ginie w kilka godzin po sprzeczce ze swoim pracodawcą. Teraz główne podejrzenia skupiają się właśnie na narzeczonym Bridget. Okazuje się, że miał on mniej lub bardziej znaczące konflikty ze wszystkimi ofiarami i nawet po śmierci swojego szofera zaczyna chełpić się, że wszyscy, którzy zaszli mu za skórę giną w niewyjaśnionych okolicznościach. Mężczyzna zaczyna zachowywać się jeszcze dziwniej po tym, jak Luke i Bridget oznajmiają mu, że zamierzają się pobrać. Z ust Whitfielda padają nawet zdawkowe groźby wobec zakochanych. Luke natychmiast wyjeżdża do Londynu po swoich znajomych z policji, a Bridget udaje się znaleźć na jakiś czas bezpieczne schronienie u Honorii Waynflete.

## Rozwiązanie
Seryjną morderczynią niespodziewanie okazuje się być panna Waynflete. Przed laty była ona zakochana w Gordonie i kiedy ten ją porzucił, urażona i dotknięta kobieta poprzysiągła mu zemstę. Postanowiła popełnić serię zbrodni i rzucić podejrzenie na byłego kochanka po to, by ten został aresztowany i powieszony.
Staruszka starannie obserwowała, z kim lord Whitfield wchodził w spór, a następnie planowała morderstwa. Otruła Lydię Horton, wypchnęła z okna młodego Pierce'a, popchnęła do rzeki pijanego Cartera, upozorowała zatrucie farbą do kapeluszy Amy Gibbs, a w szczególnie misterny sposób uśmierciła doktora Humbleby'ego - podczas gdy lekarz gościł u niej, pozornie przypadkiem ukłuła go w palec, a następnie wyszła do kuchni, proponując przyniesienie środka odkażającego dla swojego gościa, w rzeczywistości infekując gazik wydzieliną z rany chorego kota, co po kilku dniach choroby uśmierciło lekarza. Jedyną osobą, która wpadła na trop morderczyni była jej przyjaciółka, Lavinia Pinkerton, jednak panna Waynflete pojechała za nią aż do Londynu, gdzie, ukryta w tłumie ludzi, wepchnęła kobietę pod rozpędzony samochód.
Ostatnim, koronnym dowodem przeciwko Whitfieldowi, miała być według panny Waynflete śmierć Bridget. Staruszka oferuje jej więc gościnę w swoim domu i podaje w herbacie środek nasenny. Na szczęście jednak Bridget ukradkiem wylewa podany jej napój, ponieważ zazwyczaj cierpiała po nim na niestrawność. Zostaje poproszona o dotrzymanie jej towarzystwa na spacerze, gdzie toczy walkę z szaloną panną Waynflete, z której ostatecznie wybawia ją Luke.
Morderczyni trafia do zakładu psychiatrycznego, a Luke i Bridget postanawiają zostać na zawsze razem.